# La marcha verde
La marcha verde és una pel·lícula espanyola de comèdia surrealista del 2002 dirigida per José Luis García Sánchez amb guió de Rafael Azcona, basada en fets reals però amb evidents llicències històriques.

## Argument
En 1975, mentre Francisco Franco agonitzava, el Príncep, Cap d'Estat en funcions, es va veure involucrat en un difícil problema: Hassan II, davant la imminent mort del Dictador, va organitzar la «marxa verda» sobre el Sàhara espanyol, la qual cosa col·locava a l'Exèrcit en una situació molt delicada: el Marroc no havia declarat la guerra a Espanya, no hi havia, doncs, que enfrontar-se a cap exèrcit enemic. El que es va fer va ser assistir passivament a la invasió de la colònia espanyola per grans masses enfervorides de marroquins. En aquest context, a algú del Ministeri d'Informació i Turisme se li ocorre enviar a Al-Aaiun una companyia de revistes musicals, la de Gloria del Toro, ja molt de mal borràs, per a aixecar la moral de les tropes. L'arribada de Gloria, amb la seva filla Chichi, compromesa, culta i esquerrana, i la resta de membres de la companyia, revoluciona tot el destacament de soldats, inclosos el coronel i al tinent.

## Repartiment
- Fedra Lorente - Gloria del Toro
- Inma del Moral - Chichi
- Álvaro de Luna Blanco - Coronel
- Pepón Nieto - Tinent
- Ricardo Palacios...	Perales
- Antonio Gamero...	Pozas
- Jordi Dauder	...	Comandant
- Luis Perezagua	...	Pater
- Teté Delgado	...	Lupe

## Producció
Fou rodada en cinc setmanes a Madrid i a l'aeròdrom de Tardienta, als Monegros (província d'Osca) amb un equip de 90 persones i uns 500 extres, en una zona de caràcter desèrtic i on hi havia alguns camells aclimatats. El pressupost va ser d'entre 225 i 300 milions de pessetes.